# Ledyard (Connecticut)
Ledyard /ˈlɛdʒərd/ é uma cidade no Condado de New London, Connecticut, Estados Unidos, localizada ao longo do rio Tâmisa. A cidade foi nomeada depois do coronel William Ledyard, um oficial da Guerra Revolucionária que foi morto na Batalha de Groton Heights. A população é de 15.413 no censo de 2020. O Foxwoods Resort Casino, de propriedade e operado pela Mashantucket Pequot Tribe, está localizado na seção nordeste de Ledyard, na reserva de propriedade da tribo.
O código postal de Ledyard é 06339. Na área sudoeste de Ledyard está o distrito conhecido como Gales Ferry, que tem o código postal 06335. No nordeste está Mashantucket, com o código postal 06338.

## História

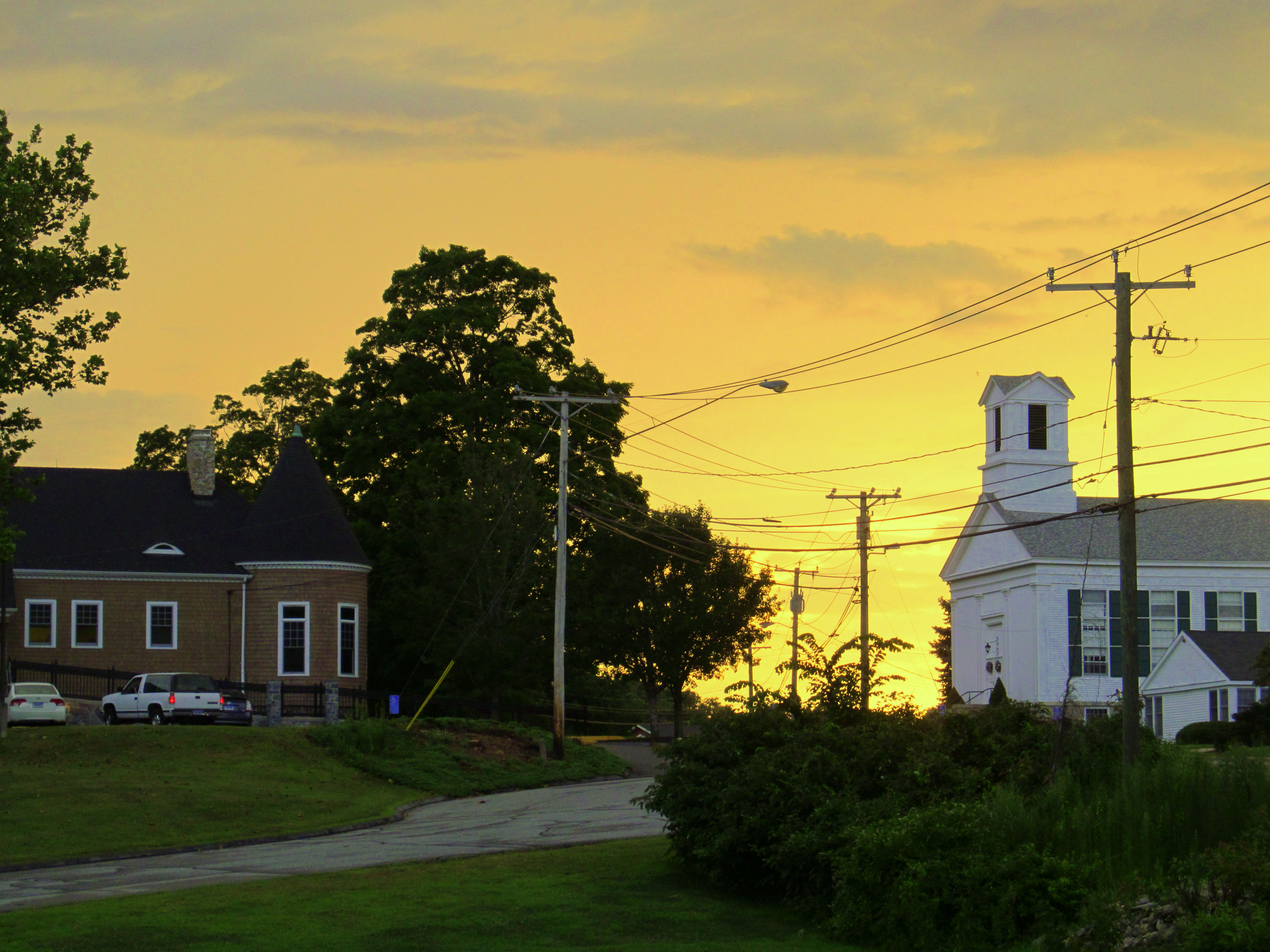
Biblioteca e Igreja Congregacional em Ledyard

Nomeado em homenagem ao coronel William Ledyard, comandante morto das forças coloniais na Batalha de Groton Heights em setembro de 1781, a cidade foi afastada de Groton em 1836 por um ato do Legislativo de Connecticut. A seção ocidental, na margem leste do rio Tâmisa, havia sido colonizada em meados do século XVII por Thomas Bayley, John Gager, Robert Allyn e Robert Stoddard. Os colonos eram agricultores, e o rio seu transporte.

## Geografia

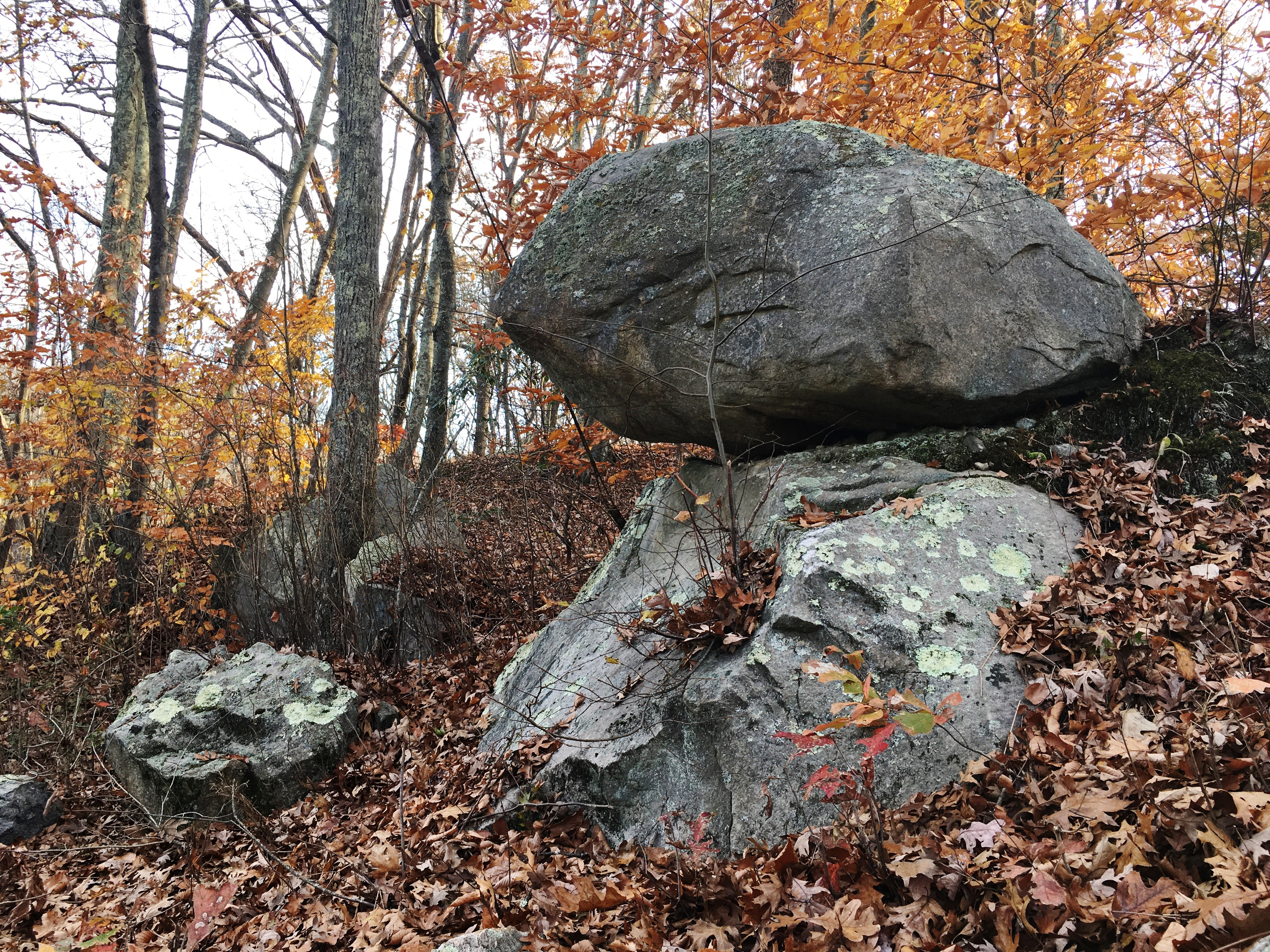
Exemplo de errática glacial em Ledyard

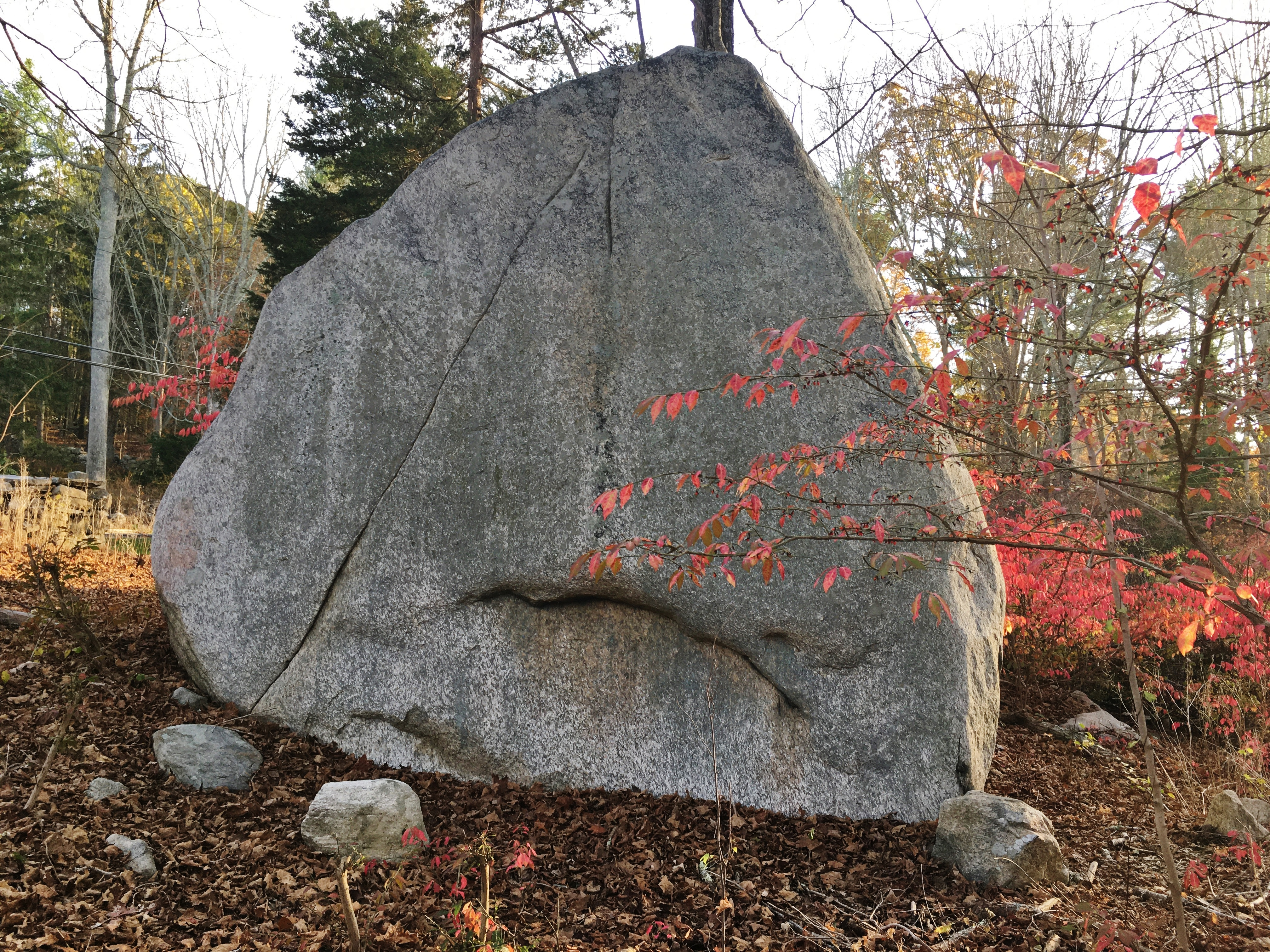
Erráticas glaciais são pedregulhos apoiado em clastos de natureza anômala

De acordo com o United States Census Bureau, a cidade tem uma área total de 40,0 milhas quadradas (104 km2), dos quais 38,1 milhas quadradas (99 km2) são terrenos e 1,9 milhas quadradas (4,9 km2) , ou 4,62%, é água. Ledyard está situada ao norte de Groton e faz fronteira com a margem leste do rio Tâmisa, no sudeste de Connecticut. A metade norte da Base Submarina Naval de Nova Londres está localizada no canto sudoeste da cidade.
Ledyard está entre as áreas dos Estados Unidos que foram cobertas por uma camada de gelo continental durante a última era glacial. Portanto, Ledyard tem sua parcela de geologia glacial interessante. As geleiras que cobriam Ledyard carregavam as muitas pedras grandes que estão espalhadas pela cidade. A cidade reservou um terreno designado como "Parque Glacial", que consiste em uma seção de morena final e depósitos de efluentes (contendo caldeiras). Esta área abrange um segmento da "Ledyard Moraine" - um depósito de pedregulhos apoiado em clastos que é de natureza anômala.
As principais comunidades de Ledyard são o Ledyard Center (também conhecido como Ledyard Village) e a seção Gales Ferry (incluindo Christy Hill Estates, Devonshire Estates, Ferry View Heights, Glenwoods, Birdland, Sherwood Forest e Woodridge Estates). Outras comunidades menores e áreas geográficas são Aljen Heights, Barrett Park, Colonial Manor, Cranwood Homestead, Highlands, Lakeside, Lantern Hill, Long Pond, Parsonage Hill Manor, Presidential Estates, Quaker Town e Stonehenge. A cidade também contém a Reserva Mashantucket Pequot, no canto nordeste da cidade.